# سانحه سقوط هواپیمای ایلیوشین ایل-۷۶ سپاه
سانحه سقوط هواپیمای ایلیوشین ایل-۷۶ سپاه پاسداران انقلاب اسلامی یک پرواز از مبدأ زاهدان به مقصد کرمان بود که ۲۵۷ مسافر و ۱۸ خدمه داشت و در تاریخ ۳۰ بهمن ۱۳۸۱ (۱۹ فوریه ۲۰۰۳) در فاصلهٔ ۳۵ کیلومتری (۲۲ مایل؛ ۱۹ مایل دریایی) جنوب کرمان در نزدیکی روستای سیرچ سقوط کرد. در این سانحه تمامی ۲۷۵ سرنشین هواپیما جان باختند.
گفته می‌شود سرنشینان این هواپیما جمعی از پرسنل لشکر ۴۱ ثارالله سپاه پاسداران انقلاب اسلامی بودند که برای مأموریتی نامعلوم به کرمان اعزام می‌شدند. این سانحه دومین سانحه بزرگ هوانوردی در تاریخ ایران محسوب می‌شود.
علت این حادثه بدی آب و هوا و شرایط جوی ناپایدار اعلام شد. همچنین گزارش شده‌است که تعداد مسافران این پرواز بالاتر از ظرفیت هواپیما بوده‌است.

## شرح حادثه

### پیش از حادثه
هواپیمای ایلیوشین ایل-۷۶ متعلق به سپاه پاسداران با شماره پرواز ۲۶۵ و شماره ثبت ۲۲۸۰–۱۵ ساعت ۱۶:۳۹ دقیقه روز چهارشنبه مورخ ۳۰ بهمن ۱۳۸۱ از تهران وارد فرودگاه زاهدان می‌شود.
این هواپیما پس از تخلیهٔ بار برای انتقال نیروهای نیروی زمینی لشکر ۴۱ ثارالله به کرمان آماده می‌شود. مأموران اعزامی قرار است که به مناسبت عید غدیر و در ۲ روز تعطیلی متوالی (پنجشنبه و جمعه) به کرمان منتقل شوند.
در ساعت ۱۷:۴۴ هواپیما با کد راداری ۴۲۳۱ از باند ۱۷ فرودگاه زاهدان به سمت کرمان پرواز می‌کند.

### وقوع سانحه
در فاصلهٔ ۱۲۰ مایل دریایی با فرودگاه کرمان، مرکز کنترل به پرواز ۲۶۵ وضعیت هوای طوفانی و ناپایدار را اعلام می‌کند. گفته می‌شود در این هنگام باد جانبی شدیدی از سمت ۲۵۰ درجه با سرعت ۸۰ کیلومتر در ساعت در منطقه در جریان بود. پس از چند دقیقه برج مراقبت فرودگاه کرمان این پرواز را برای طرح تقرب Circling VOR باند ۳۴ کرمان مجاز می‌کند.
در ساعت ۱۸:۲۱ محلی، زمانی که هواپیما در فاصله ۴۳ مایل دریایی و در حال عبور از ارتفاع ۲۳۳۰۰ پایی بوده، هدایت آن به برج مراقبت کرمان واگذار می‌شود. پس از آن هواپیما در حالی که در ارتفاع ۱۷ هزار پایی بوده، عبور از نقطه ALKES در فاصلهٔ ۳۰ مایل دریایی از فرودگاه کرمان را گزارش می‌کند. فاصلهٔ زمانی بین نقطهٔ فرضی ALKES و فرودگاه کرمان، ۶ دقیقه است. در این فاصله تماس کلیهٔ رادارها با پرواز قطع می‌شود.

### عملیات جستجو
ساعاتی بعد گروهی از اهالی و رانندگان منطقه سیرچ ضمن تماس با مقامات محلی از مشاهدهٔ یک انفجار در ساعت ۱۸:۲۵ خبر می‌دهند. در این زمان وضعیت جوی طوفانی و برفی است و هیچ راه دسترسی به ارتفاعات وجود ندارد. با این وجود در اولین لحظات، در دامنه کوه قطعه‌ای از هواپیما به‌صورت اتفاقی پیدا می‌شود و سقوط هواپیما تأیید می‌شود.
صبح روز بعد، نیروهای امدادی و پشتیبانی همچنان سعی می‌کنند خودشان را به ارتفاعات برسانند اما به‌علت صعب‌العبور بودن منطقه، صعود امکان‌پذیر نیست. همچنین پرواز هلیکوپترها به‌علت بدی هوا و مه‌آلود بودن منطقه میسر نیست. این وضعیت تا چهار روز بعد نیز ادامه داشت.
گفته می‌شود در این حادثه با دستور استاندار کرمان به منظور تسریع در کارها از روز وقوع این حادثه توسط گروه فنی و مهندسی لشکر ۴۱ ثارالله و جهاد نصر در کرمان، کار احداث چهار کیلومتر راه تا نزدیکی ارتفاعات محل سانحه آغاز می‌شود.
نهایتاً پس از ۶ روز تلاش نیروهای امدادی و یگان هلیکوپتری سپاه، اجساد جان‌باختگان این پرواز به پایین منتقل می‌شود.

### تحقیقات تکمیلی
تحقیقات نشان داده‌است که هواپیمای سپاه ۲۵ متر پایین‌تر از قله اصابت کرده‌است و پس از دو تکه شدن، دماغهٔ آن در سوی دیگر کوه منفجر شده‌است و بال و بدنه نیز در سوی دیگر قله سقوط کرده‌است.
بخشی از بال هواپیمای ساقط شده نیروی هوایی سپاه ساعت ۱۲ و ۴۵ دقیقه بامداد پنجشنبه در حوالی تونل شهداد واقع در ارتفاعات جنوب شرقی شهر کرمان پیدا شد.

## علت حادثه
علت سانحه، کاهش غیرمجاز ارتفاع توسط خدمه و برخورد به قله ۱۲ هزارپایی جفتان واقع در سیرچ اعلام شد.

## مشخصات هواپیما
- شماره پرواز: ۲۶۵
- نوع هواپیما: ایلیوشین ایل-۷۶
- شماره ثبت هواپیما: ۲۲۸۰–۱۵
- علامت ثبت عراقی هواپیما: YI-AND
- سال ساخت هواپیما: ۱۹۸۶
- شماره سریال ساخت هواپیما: C/N: 0063471155
- رنگ هواپیما: سبز و سفید
- زمان تعمیر اساسی هواپیما: یک ماه قبل از سانحه و هر ۴ موتور تعویض شدند
- مالک هواپیما: نیروی هوایی سپاه پاسداران انقلاب اسلامی
- نوع پرواز: ترابری نظامی[۷]

## جان‌باختگان
در این حادثه ۲۷۵ پرسنل سپاه پاسداران انقلاب اسلامی جان باختند. در این میان نام سردار مجید حاجی‌حاتم، جانشین اداره عملیات سپاه، سردار مهدی پیرانیان، مدیر هوایی ستاد مشترک سپاه، سردار محمدعلی خواجه، معاون هماهنگ‌کننده لشکر ۴۱ ثارالله، سردار حسین حاجی محمدعلی، جانشین رئیس دفتر ستاد مشترک سپاه دیده می‌شود.
همچنین ۱۸ خدمهٔ پرواز شامل سردار اکبر بیگدلی، خلبان، سردار محمد رضا طحانیان، کمک‌خلبان نیز در این سانحه کشته شدند.
۱۴ سال بعد از این حادثه، محمد رئوفی‌نژاد، فرمانده وقت لشکر ۴۱ ثارالله و قرارگاه عملیاتی جنوب‌شرق در یک گفتگو خبری مدعی شد سرنشینان این هواپیما که همگی از نیروهای سپاه پاسداران بودند، به منظور آماده‌سازی استان سیستان و بلوچستان برای سفر آیت‌الله خامنه‌ای به زاهدان اعزام شده بودند و قرار بود در تعطیلات دو روزهٔ عید غدیر به کرمان بازگردند.

## حواشی
دولت محمد خاتمی، رئیس‌جمهور وقت، پیام تسلیتی در رابطه با این سانحهٔ هوایی صادر کرد. دولت ایران همچنین تحریم‌های آمریکا علیه ایران را در این حادثه مؤثر دانست.
پس از این سانحه در شهر کرمان سه روز عزای عمومی اعلام شد. مراسم تشییع قربانیان این سانحه در کرمان با حضور رئیس دفتر رهبر ایران در مصلای کرمان برگزار شد. جان‌باختگان این حادثه شهدای غدیر نام گرفتند.
گمانه‌زنی‌هایی مبنی بر تعداد بیش از حد مسافران در این پرواز وجود دارد. معمولا هواپیمای ایل-۷۶ می‌تواند تا ۲۰۰ مسافر را حمل کند که در این پرواز ۲۷۵ سرنشین حضور داشتند.
همچنین پس از این سانحه یک سازمان تروریستی به نام گروهک ابوبکر مسئولیت این سانحه را بر عهده گرفت.

## یادواره‌ها
به دلیل همزمانی این سانحه با عید غدیر خم جان‌باختگان این حادثه با عنوان «شهدای غدیر» شناخته می‌شوند. در این زمینه کتابی با عنوان «شهدای غدیر استان کرمان» دربارهٔ جان‌باختگان این حادثه منتشر شده‌است. همچنین در نهمین سالروز این حادثه، یادواره‌ای برای گرامیداشت مسافران این پرواز در حسینیه ثارالله کرمان برگزار شد.
بنای یادبودی برای کشته‌شدگان این حادثه در دامنه کوه جفتان سیرچ (در موقعیت جغرافیایی ۳۰ درجه و ۱۱ دقیقه و ۴۵ ثانیهٔ شمالی و ۵۷ درجه و ۲۳ دقیقه و ۵۲ ثانیهٔ شرقی) ساخته شده‌است.